# كوري هولمز
كوري هولمز (بالإنجليزية: Corey Holmes)‏ هو لاعب كرة قدم أمريكية ولاعب كرة القدم الكندية أمريكي، ولد في 11 نوفمبر 1976 في غرينفيل في الولايات المتحدة.